# GÉANT
GÉANT — освітній проєкт мульти-гігабітної інтернет мережі, який об'єднує понад 10 500 загальноосвітніх закладів в Європі і понад 30 країн із загальною кількістю користувачів 50 млн чоловік станом на квітень 2015.
Крім освітніх потреб мережа GÉANT надає послуги IP Quality of Service QoS, IP Multicast, віртуальній приватній мережі VPN.
Швидкість передачі даних 1—12 гігабіт/с на початку 2000-их, 500 гігабіт/с в 2015 році з подальним підвищенням в найближчому майбутньому швидкості до 8Тб/с.
Офіційне приєднання України до проєкту GÉANT відбулося у 2002 р. у Відні в присутності президентів України та Австрії. Але практична його реалізація загальмувалася в силу ряду організаційних проблем.